# Grønspætterne
 For alternative betydninger, se Grønspætterne (flertydig). (Se også artikler, som begynder med Grønspætterne)
Grønspætterne er et spejderkorps for drenge i Disneys Andeby-univers.
Den kendte Anders And-tegner Carl Barks introducerede Grønspætterne i en historie fra 1951. De mest prominente medlemmer er Anders Ands tre nevøer, Rip, Rap og Rup, der her portrætteres som kloge og fornuftige spejdere, i modsætning til deres sædvanlige rolle som drillesyge, irriterende og uopdragne unger. Rip, Rap og Rup er medlemmer af Andeby-troppen.
Grønspætternes viden er samlet i Grønspættebogen, en lille håndbog som næsten altid indeholder præcis den viden der er brug for i en vanskelig situation.
Grønspætterne har mange spejder-rivaler, men de kæmper mest mod pige-spejderne Gærdesmutterne, hvor Andersines niecer Kylle, Pylle og Rylle er medlemmer
Grønspætterne er som nævnt kun for drenge, hvilket afspejler den amerikanske (og tidligere danske) opdeling i pigespejdere og drengespejdere. Det er dog i enkelte historier sket, at en pige har sneget sig ind i troppen.
Rip, Rap og Rup rangerer højt inden for Grønspætterne og har flere gange fået tildelt medaljer i spandevis.
En anden kendt Anders And-tegner Don Rosa er en meget yndet bruger af Grønspætterne og Grønspættebogen, og han bruger tit Grønspætternes viden som en medvirkende faktor i opklaringen af mysterier i sine historier.

## Historien
Grønspætterne blev ifølge Don Rosa stiftet af Clinton Blisand, søn af Andebys grundlægger Kornelius Blisand.
De begyndte i Fort Andeby på Hestebremsebakken, hvor Joakim von Ands pengetank ligger i dag. Dengang var der meget få medlemmer, men de blev utrolig hurtigt til en verdensomspændende organisation. I dag ligger Andeby-afdelingens hovedkontor ifølge Rosa i skoven lidt uden for Andeby, men det har det med at rykke rundt i andres historier.
En vigtig ting i Grønspætternes historie er Grønspættebogen. Den originale version, der vejede ca. 10 kg og var mindst 10 cm tyk, blev ifølge Rosa for århundreder tilbage anbragt i Fort Andeby som tegn på, at det var deres hovedkvarter. Ingen ved, hvem der har skrevet Grønspættebogen, men den bliver opdateret ca. hvert år og rummer alle emner i hele verden.
Lige fra begyndelsen af Grønspætternes historie har medlemmerne fået tildelt forskellige duelighedstegn og titler i form af lange akronymer, der giver mening i både forkortet og fuld form. Et eksempel er B.O.G.O.R.M., som står for Bibliotekar Og Gennemført Overlegen Reference-Mester, og der findes talrige forskellige ærestitler.

## Kuriosum
Grønspætternes rivaler, pigespejdergruppen Gærdesmutterne, hedder Grönspättorna på svensk.